# Seznam slovenskih pisateljic
Seznam slovenskih pisateljic.

## A
- Vera Albreht (1895–1971)

## B
- Irena Barber (1939–2006)
- Jana Bauer (1975–)
- Cvetka Bevc (1960–)
- Berta Bojetu (1946–1997)
- Silvija Borovnik (1960– )
- Julija Bračič (1913–1994)
- Kristina Brenk (1911–2009)
- Natalija Brumen (1974–)
- Elza Budau (1941–)
- Brina Svit (1954–)

## Č
- Darka Čeh (1949–)
- Anica Černej (1900–1944)

## D
- Julia Doria

## F
- Marinka Fritz Kunc (1942–)
- Jasna Furlan (1988–)

## G
- Dora Gruden (1900–1986)
- Nada Gaborovič (1924–2006)
- Polona Glavan (1974–)
- Alenka Goljevšček Kermauner (1933–2017)
- Mateja Gomboc
- Marija Grošelj (1881–1961)

## H
- Maja Haderlap (1961–)
- Krista Hafner (1893–1969)
- Milka Hartman (1902–1997)
- Ivanka Hergold (1943–2013)

## J
- Gitica Jakopin (1928–1996)
- Marjetka Jeršek (1961–)
- Marija Jezernik (Wirgler) (1879–1974)
- Branka Jurca (1914–1999)

## K
- Marjeta Novak-Kajzer (1951–)
- Varja Kališnik (1959–)
- Alma Maksimiljana Karlin (1889–1950)
- Irena Kazazić (1972–)
- Damjana Kenda Hussu
- Špela Kuclar (1972–)
- Marija Kmet (1891–1974)
- Manica Koman (1880–1981)
- Jana Kolarič (1954–)
- Polonca Kovač (1937–)
- Tita Kovač (1930–2016)
- Marija Kozar Mukič (1952–)
- Nada Kraigher (1911–2000)
- Ivanka Kremžar (1887–1954)
- Eva Kurnik (1997–)
- Zofka Kveder (1878–1926)

## L
- Mara Lamut  (1884–1970)
- Manica Lobnik (1927–1974)

## M
- Svetlana Makarovič (1939–)
- Mimi Malenšek (1919–2012)
- Katarina Marinčič (1968–)
- Nada Matičič (1922–2004)
- Neža Maurer (1930–)
- Danica Melihar Lovrečič (1911–2005)
- Ivanka Mestnik (1934–)
- Mira Mihelič (1912–1985)
- Milena Mohorič (1905–1972)
- Mary Molek (1909–1982)
- Marjana Moškrič (1958–)
- Tanja Mencin (1965–)
- Katalin Munda-Hirnök (1959–)

## N
- Anka Nikolič
- Marica Nadlišek-Bartol (1867–1940)
- Marjeta Novak Kajzer (1951–)
- Maja Novak (1960–)
- Lili Novy (1885–1958)
- Lela B. Njatin (1963–)

## O
- Irma Ožbalt (1926–)

## P
- Pavlina Pajk (1854–1901)
- Saša Pavček (1960–)
- Irena Pavlič (1934–2022)
- Ela Peroci (1922–2001)
- Luiza Pesjak (1828–1898)
- Ruža Lucija Petelin (1906–1974)
- Zlatka Pirnat-Cognard (1912–2009)
- Zora Piščanc (1912–1989)
- Ljuba Prenner (1906–1977)
- Helena Puhar (1920–1968)
- Nedeljka Pirjevec (1932–2003)

## R
- Judita Rajnar (1959–)
- Nežka Raztresen (1928–2013)
- Pavla Rovan (1908–1999)
- Vida Rudolf (1900–1993)

## S
- Sonja Sever (1900–1995)
- Barbara Simoniti (1963–)
- Breda Smolnikar (1941-)
- Jasna Branka Staman (1961–)
- Jana Stržinar (1963–)

## Š
- Ada Škerl (1924–2009)
- Polona Škrinjar (1946–)
- Angelca Škufca (1932–2020)
- Katja Špur (1908–1991)
- Bina Štampe Žmavc (1951–)
- Klavdija Šumrada
- Brina Švigelj-Mérat (1954–)

## T
- Josipina Turnograjska (1833–1854)
- Zora Tavčar (1928–)

## V
- Maja Vidmar (1961–)
- Saša Vrandečič (1975–)
- Zlata Volarič (1930–2008)
- Marija Vogrič (1932–2016)
- Zlata Vokač (1926–1995)
- Sonja Votolen (1956 - )

## Z
- Katka Zupančič (1889–1967)

## Ž
- Bronja Žakelj (1969–)
- Zdenka Žebre (1920–2011)
- Marijana Željeznov Kokalj (1898–1964)